# Hirschau
Hirschau (česky Hiršava) je město v německém státě Bavorsko. Nachází se východně od města Sulzbach západně od české hranice.
Hirschau bylo založeno počátkem 13. století hrabaty z Hirschbergu. Poté přešlo do držení rodu Wittelsbachů, v jehož rukou s krátkým českým intermezzem, zůstalo až do konce bavorské monarchie. Dnes spadá do okresu Oberpfalz.

## Historie
Ve městě byl 25. dubna 1415 zadržen Jeroným Pražský, odvezen do Kostnice a Kostnický koncil ho odsoudil ke smrti upálením jakožto heretika.

## Sport
Poblíž města se vypíná Monte Kaolino, bývalý důl na kaolin, ze kterého je vybudovaný sportovní areál. Známý je především kvůli letnímu lyžování.